# ماسیمو پیلونی
ماسیمو پیلونی (انگلیسی: Massimo Piloni؛ زادهٔ ۲۱ اوت ۱۹۴۸) بازیکن فوتبال اهل ایتالیا است.
از باشگاه‌هایی که در آن بازی کرده‌است می‌توان به باشگاه فوتبال یوونتوس و باشگاه فوتبال دلفینو پسکارا اشاره کرد.